# Medalistică
Medalistica este știința auxiliară a istoriei, ramură a numismaticii, care studiază tipurile de medalii, descrierea lor, descifrarea legendelor, materialul din care sunt confecționate, precum și împrejurările, motivele și scopul emiterii acestora.
Medalia ca și moneda constituie un prețios izvor istoric transmițând contemporanilor și urmașilor săi diverse momente ceremoniale privind aniversarea, comemorarea sau marcarea unor evenimente sau personalități, imagini din trecut, chipurile unor personalități politice, culturale, artistice, mentalități. După cum medalia furnizează de asemenea și informații prețioase, privind nivelul tehnic și artistic atins în epoca respectivă în ceea ce privește arta medalistică.
Termeni apropiați sunt Faleristică și Exonumie.

## Etimologie
Cuvântul medalistică este un derivat al cuvântului românesc „medalie”, care provine din cuvântul italian „medaglia”. Acesta, la rândul său, provine din cuvântul latinesc „medalia”, cu sensul de „monedă de valoare mică, de o jumătate de denar”.